# Arschad Salihi
Arschad Salihi (arabisch ارشد صالحي, türkisch Erşet Salihi; * 1959 im Bezirk Musalla von Kirkuk) ist seit 2010 ein Abgeordneter des Irakischen Parlaments und seit Mai 2011 als Nachfolger von Sa'd ad-Din Arkidsch Vorsitzender der Turkmenenfront des Irak.

## Biografie
Arschad Salihi besuchte die Grund- und Mittelschule in seiner Heimatstadt Kirkuk und studierte ab 1978 an der wissenschaftlichen Fakultät der Universität Bagdad. Wegen seines Einsatzes für die Interessen der Turkmenen wurde er unter der Baath-Regierung ab 1979 für neun Jahre im berüchtigten Abu-Graib-Gefängnis inhaftiert. Sein Bruder wurde hingerichtet und seine Familie in den Südteil des Irak ausgewiesen.
Nach dem Sturz des Regimes von Saddam Hussein 2003 war er ab 2004 für vier Jahre Vertreter für Syrien innerhalb der Turkmenenfront des Irak. Auf einem Turkmenenkongress 2008 wurde er zum Vorsitzenden der Kirkuk-Abteilung gewählt. Bei der Parlamentswahl 2010 wurde zum Abgeordneten für Kirkuk in den irakischen Repräsentantenrat gewählt. 2014 wurde er stellvertretender Vorsitzender seiner Partei. Seit der Wahl 2014 ist Salihi zugleich Vorsitzender des Menschenrechtskomitees im irakischen Parlament.